# 708 Raphaela
708 Raphaela è un asteroide della fascia principale del diametro medio di circa 21,43 km. Scoperto nel 1911, presenta un'orbita caratterizzata da un semiasse maggiore pari a 2,6708728 UA e da un'eccentricità di 0,0831587, inclinata di 3,48833° rispetto all'eclittica.
Il suo nome è in onore di Raphaël Bischoffsheim, fondatore dell'Osservatorio di Nizza.